# Horda de Oro
La Horda de Oro u Horda Dorada  —en tártaro: Алтын Урда, Altın Urda (Altýn Urdá) — fue un Estado mongol que abarcaba parte de las actuales Rusia, Ucrania y Kazajistán tras la ruptura del Imperio mongol en la década de 1240.

## Denominación
Horda es la hispanización de la palabra turca y mongola ordo, ordū, que significa 'gran campamento'. En cuanto al 'oro' —altın—, se cree que la denominación procede del código direccional en la estepa: el negro representaba el norte, el azul el este, el rojo el sur, el blanco el oeste y el amarillo (dorado) representaba el centro. 
Según otras versiones, el nombre derivaría de una suntuosa tienda dorada que Batú Kan levantó para marcar el lugar de su futura capital a orillas del Volga. Aunque tuvo gran difusión durante el siglo XIX, esta teoría está hoy desacreditada.
Hasta el siglo XVIII (bastante después de su caída), no hay textos que se refieran a este Estado como la Horda de Oro. Los documentos anteriores lo denominan Ulús de Jochi o  Kanato de Kipchak.

## Orígenes mongoles

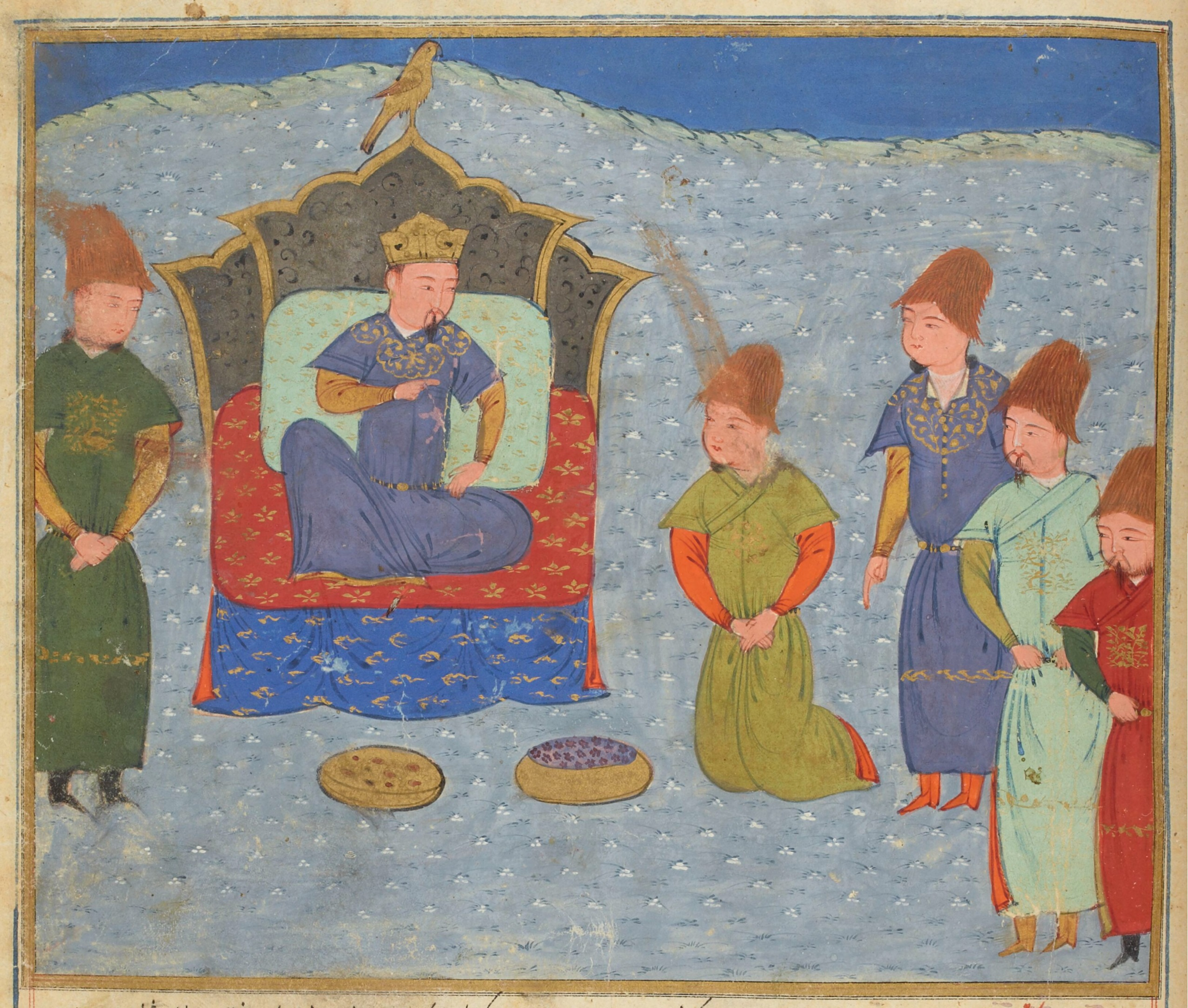
Batú Kan en el trono de la Horda Dorada. Batú Kan fue un gobernante mongol (1205-1255) y fundador de la Horda Dorada. Representado por Rashid al-Din Hamadini.

Antes de morir, Gengis Kan dividió el Imperio mongol entre sus cuatro hijos. Jochi, el mayor, había fallecido, así que la parte que le tocaba (sur de la actual Rusia) se repartió entre sus hijos Batú Kan, jefe de la Horda Azul (este), y Orda Kan, jefe de la Horda Blanca (oeste).
Batú logró controlar el territorio de la Horda y subyugó el litoral septentrional del mar Negro, incorporando a los pueblos túrquicos de la zona a su ejército. Entre finales de la década de 1230 y principios de la siguiente, llevó a cabo una serie de victoriosas campañas contra la Bulgaria del Volga y los Estados sucesores de la Rus de Kiev.

## Llegada a Europa
Mientras el Gran kan Ogodéi y sus sucesores completaban la conquista del Asia Oriental, los mongoles a las órdenes de Batú Kan se dirigieron hacia Europa. En 1237, los ejércitos de la Horda Azul saquearon la mayoría de las ciudades del Principado de Vladímir-Súzdal. Tres años después, hicieron lo propio con el Principado de Kiev; siguiendo hacia el oeste, tras las batallas de Liegnitz y Mohi, entraron en Polonia, Bohemia, Hungría y el valle del Danubio, alcanzando la costa del Adriático.

## Freno al avance mongol
El 9 de abril de 1241 se llevó a cabo la batalla de Liegnitz cerca de la ciudad de Legnica en Silesia, actual Polonia, en la que se le enfrentó una alianza entre los Estados polacos, el Sacro Imperio Romano Germánico, los Caballeros Hospitalarios, los Caballeros Templarios y los Caballeros Teutónicos. A pesar de que ganaron los mongoles, su inestabilidad interna les impidió seguir avanzando y este fue el punto más occidental que alcanzaron en el continente.
En diciembre de 1241, la muerte de Ogodéi provocó que Batú Kan, aunque quería continuar la guerra, acabara por levantar el cerco a Viena la primavera siguiente y retornara al Este, a fin de participar en las deliberaciones del kurultái sobre la sucesión. Desunida y mal preparada para resistir a la Horda de Oro, la muerte de Ogodéi salvó a Europa. 
En 1242, Batú Kan estableció su capital en la vieja Sarái (o Sarái Batú), ciudad que controlaba el curso inferior del Volga. 
Poco después, la Horda Azul se dividiría cuando Shiban, unos de los hermanos pequeños de Batú, abandonó el ejército para crear su propia horda al este de los Urales, entre los ríos Obi e Irtish.
La Horda de Oro dominó hasta finales del siglo XV el sur de la actual Rusia. Los mongoles impusieron un sistema burocrático y de recaudación de impuestos que reflejaba la influencia de los métodos chinos adoptados por sus hermanos de Asia Oriental.

## Edad dorada
La Horda perdió rápidamente su carácter exclusivamente mongol. Los descendientes de los guerreros de Batú Kan formaban la clase dirigente, mientras la mayoría de la población estaba compuesta por cumanos, tártaros, búlgaros, kirguises y otros pueblos túrquicos.

### Organización interior
El jefe supremo de la Horda era el kan, escogido por el kurultái entre los descendientes de Batú Kan. El primer ministro, también de etnia mongola, era conocido como «príncipe de príncipes», o beqlare-beq. Los ministros eran denominados visires. Los gobernantes locales, o baskak, eran responsables de la recaudación de los impuestos y de aplacar el descontento popular. No había separación entre la administración civil y la militar.
La Horda fue perdiendo progresivamente su cultura nómada, transformándose Sarái en una urbe populosa y próspera. A principios del siglo XIV, la capital se trasladó a cierta distancia río arriba, a la nueva Sarái (Sarái Berke), que llegaría a ser una de las mayores ciudades del mundo medieval, con una población estimada de 600 000 habitantes.

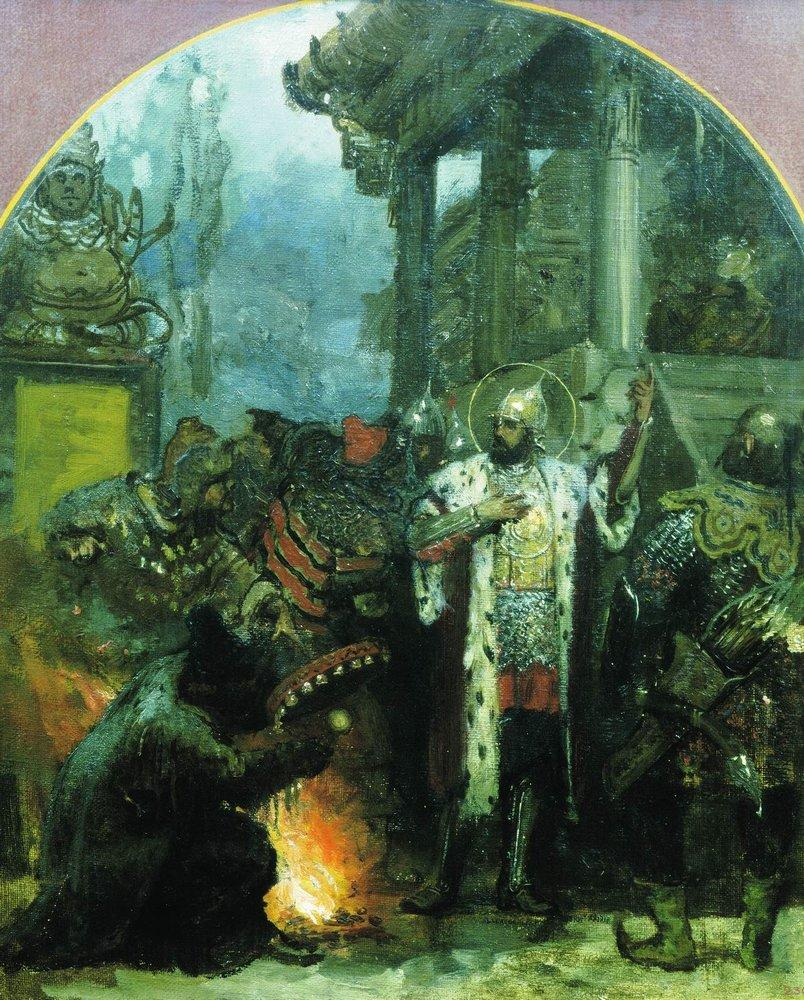
Alejandro Nevski y un chamán mongol.

Pese a los esfuerzos de los rus por cristianizarlos, los mongoles mantuvieron sus creencias animistas hasta que Uzbeg Kan (1312-1341) adoptó el islam como religión oficial. Varios nobles Rus, entre ellos Miguel de Chernígov y Miguel Yaroslávich, fueron asesinados en Sarái por su rechazo a adorar ídolos paganos; sin embargo, en general los kanes fueron tolerantes e incluso eximieron a la Iglesia ortodoxa rusa del pago de impuestos.

### Vasallos y aliados
La Horda exigía tributo a los pueblos sometidos (rus, armenios, georgianos y romanos orientales de Crimea). Mientras pagaran sus tributos, no les prestaban mayor atención. De hecho, los estados vasallos nunca se incorporaron a la Horda, y los señores de los estados sucesores de la Rus de Kiev pronto obtuvieron el privilegio de recaudar el tributo tártaro por sus propios medios. Para mantener el control sobre dichos estados, los señores de la guerra mongoles llevaban a cabo periódicamente campañas de castigo contra los principados rusos (las más graves fueron las de 1252, 1293 y 1382).
Existe la teoría, difundida principalmente por Lev Gumiliov, de que la Horda y los nobles rusos firmaron una alianza defensiva contra los caballeros teutones y los lituanos paganos. Los partidarios de esta hipótesis señalan el hecho de que la corte mongola fuese frecuentada por príncipes rusos como Fiódor el Negro de Yaroslavl, que estableció su propio ulús cerca de Sarái, o Alejandro Nevski de Nóvgorod, que le juró amistad al sucesor de Batú, Sartaq Kan. Aunque la República de Nóvgorod nunca reconoció la influencia de la Horda, un contingente mongol apoyó al principado en la batalla del lago Peipus.
Sarái emprendió un comercio activo con los enclaves genoveses del litoral del mar Negro. Los mamelucos egipcios fueron socios comerciales y aliados estables de los kanes en el Mediterráneo.

## Declive

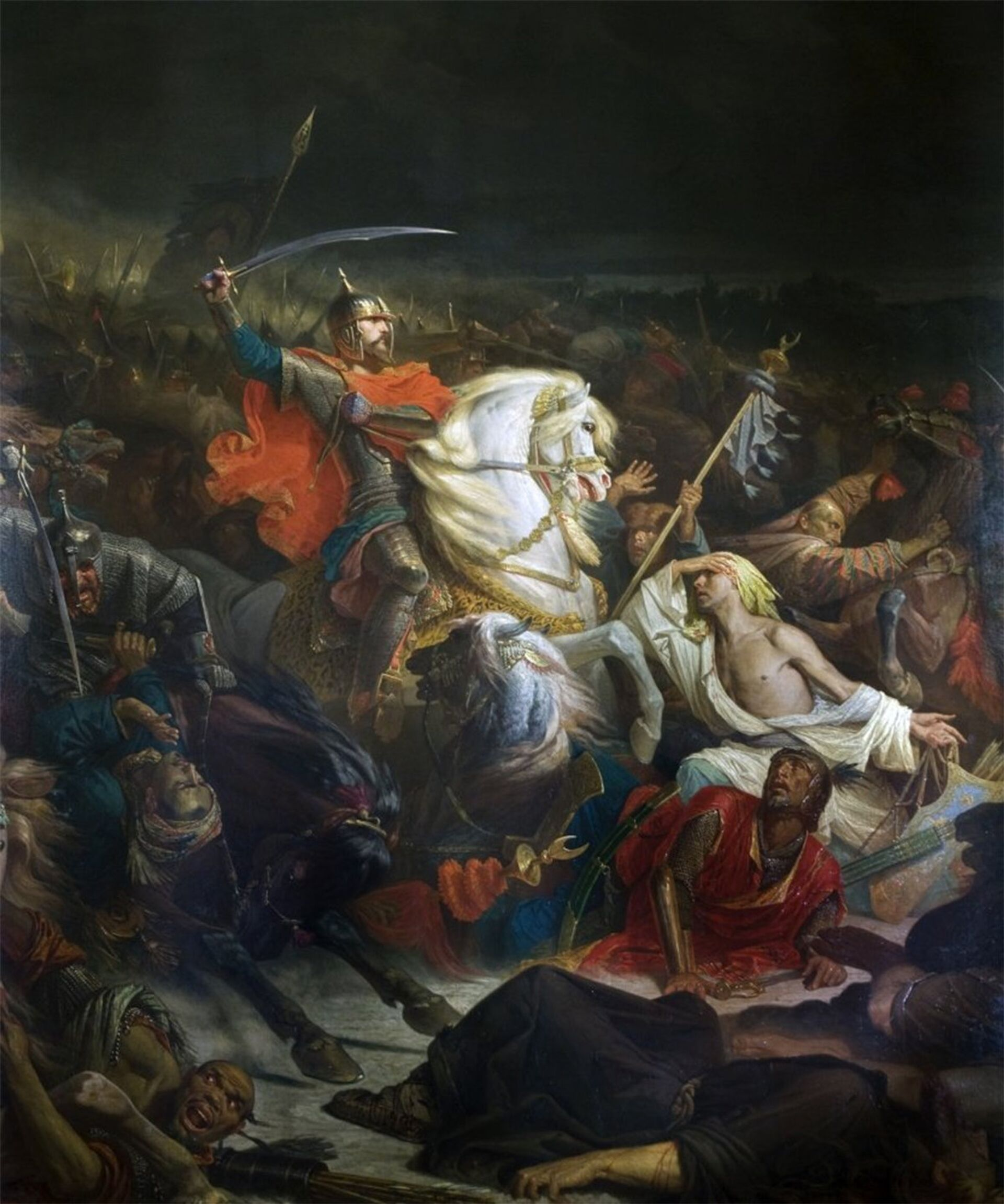
La batalla de Kulikovo de 1380 fue una victoria moscovita decisiva sobre la Horda de Oro.

A finales del siglo XIV, los moscovitas parecían estar preparados para derrotar a la Horda de Oro. La victoria de Dmitri Donskói, Gran príncipe de Moscú, sobre los mongoles en la batalla de Kulikovo de 1380 marcó el fin de su poder, a pesar de que durante un tiempo la balanza siguió inclinándose a su favor gracias a la intervención de Tamerlán. Pero en 1395, este inició la conquista de la Horda de Oro, que a su muerte quedó dividida en cuatro kanatos independientes: Astracán, Kazán, Crimea y Siberia, eliminando así un gran obstáculo para el ascenso del Principado moscovita. En 1480, al negarse a seguir pagando tributos a la Horda, Iván III el Grande, Gran príncipe de Moscú, terminó con la dominación mongola del sur del Principado de Moscú, que la Horda tuvo que aceptar después de ser vencida en el Gran encuentro del río Ugrá ese mismo año.
La Horda de Oro además del apoyo recibido por Suecia y algunas tribus finlandesas de la costa del mar Báltico, contó en su vanguardia con un destacamento importante de genoveses. La razón de esta alianza parece justificarse en la propuesta del Gran Kan de cederle la ciudad de Sudak, situada en el mar Negro, a la República de Génova a cambio de su apoyo contra los moscovitas. El rencor de la actual Rusia contra el catolicismo data de ésta como muchas otras incursiones militares que los católicos intentaron hacer en tierras ortodoxas.
Aquel fue el primero de una serie de desastres que desembocaría más tarde en la desintegración definitiva de la Horda de Oro a principios del siglo siguiente.

### Grandes Conflictos (1359-1381)

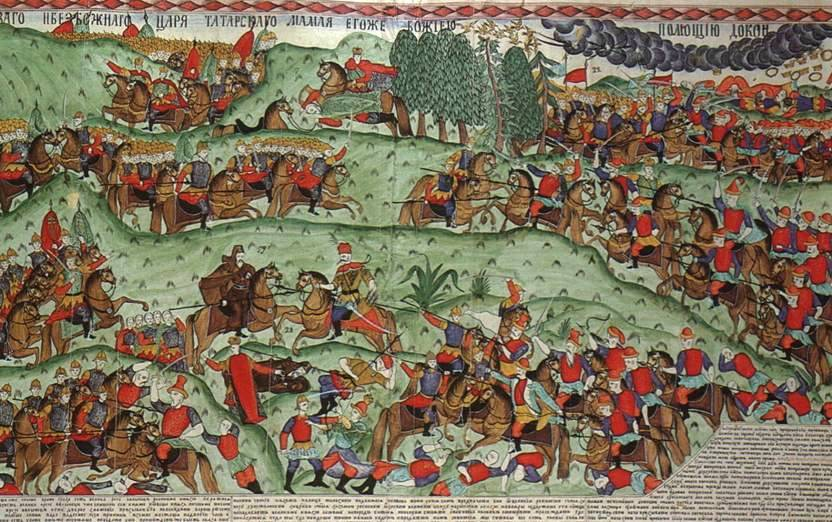
La Batalla de Kulikovo en 1380.

Berdi Beg fue asesinado en un golpe de Estado por su hermano Qulpa en 1359. Los dos hijos de Qulpa eran cristianos y llevaban los nombres eslavos de Miguel e Iván, lo que indignó a la población musulmana de la Horda de Oro. En 1360, el hermano de Qulpa, Nawruz Beg, se sublevó contra el kan y lo mató a él y a sus hijos. En 1361, un descendiente de Shiban (5.º hijo de Jochi), fue invitado por algunos grandes para hacerse con el trono. Khidr se rebeló contra Nawruz, cuyo propio lugarteniente le traicionó y le entregó para ser ejecutado. Khidr fue asesinado por su propio hijo, Timur Khwaja, ese mismo año. Timur Khwaja reinó sólo cinco semanas antes de que los descendientes de Öz Beg Khan se hicieran con el poder.
En 1362, la Horda de Oro se dividió entre Keldi Beg en Sarái, Bulat Temir en Bulgaria del Volga y Abdullah en Crimea. Mientras tanto, el Gran Ducado de Lituania atacó los afluentes occidentales de la Horda de Oro y conquistó Kiev y Podolia tras la batalla de las Aguas Azules en 1363. Un poderoso general mongol llamado Mamái apoyó a Abdullah pero no logró tomar Sarái, que vio el reinado de dos kanes más, Murad y Aziz. Abdullah murió en 1370 y Muhammad Bolaq fue entronizado como kan títere por Mamái. Mamái también tuvo que hacer frente a una rebelión en Nizhni Nóvgorod. Las tropas muscovitas invadieron el territorio búlgaro de Arab-Shah, hijo de Bulat Temir, que los cogió desprevenidos y los derrotó a orillas del río Pyana. Sin embargo, Arab-Shah no pudo aprovechar la situación debido al avance de otro general mongol desde el este. Animado por las noticias de la derrota moscovita, Mamái envió un ejército contra Dmitri Donskói, que derrotó a las fuerzas mongolas en la batalla del río Vozha en 1378. Mamái contrató mercenarios genoveses, circasianos y alanos para otro ataque a Moscú en 1380. En la batalla subsiguiente, las fuerzas mongolas volvieron a perder en la batalla de Kulikovo.
En 1360, Urus Khan había establecido su corte en Sighnaq. Se llamaba Urus, que significa ruso en lengua turca, presumiblemente porque "la madre de Urus-Khan era una princesa rusa... estaba dispuesto a presionar sus pretensiones sobre el Principado de Moscú por ese motivo" . En 1372, Urus marchó hacia el oeste y ocupó Sarái. Su sobrino y lugarteniente Toqtamish lo abandonó y acudió a Timur en busca de ayuda. Toqtamish atacó a Urus, matando a su hijo Kutlug-Buka, pero perdió la batalla y huyó a Samarcanda. Poco después, otro general Edigu desertó de Urus y se pasó a Timur. Timur atacó personalmente a Urus en 1376, pero la campaña terminó de forma indecisa. Urus murió al año siguiente y le sucedió su hijo, Timur-Melik, que perdió inmediatamente Sighnaq a manos de Toqtamish. En 1378, Toqtamish conquistó Sarái.
En la década de 1380, los Shaybánidas y el Principado de Qashan intentaron liberarse del poder del Khan.

### Toqhtamish (1381-1395)

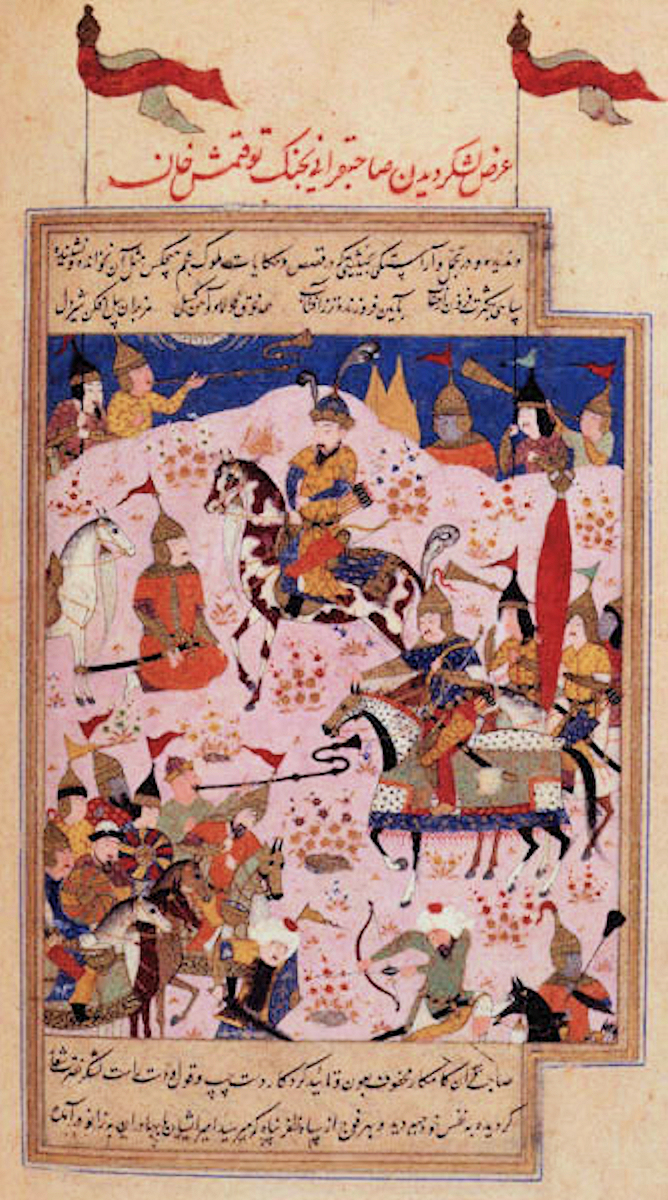
Amir Timur y sus fuerzas avanzan contra la Horda de Oro, Khan Toqtamish.

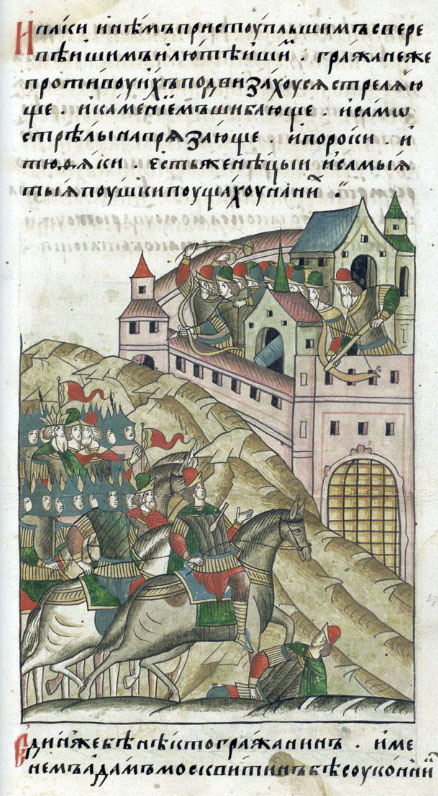
Toqtamish sitia Moscú.

Toqhtamish atacó a Mamái, que recientemente había sufrido una derrota contra Moscovia, y lo derrotó en la batalla del río Kalka de 1381, restableciendo así brevemente a la Horda de Oro como potencia regional dominante. Mamái huyó a los genoveses, que lo mataron poco después. Toqtamish envió un emisario a los estados de la Rus para reanudar su estatus tributario, pero el emisario sólo llegó hasta Nizhni Nóvgorod antes de ser detenido. Toqtamish se apoderó inmediatamente de todos los barcos del Volga para transportar a su ejército y comenzó el Asedio de Moscú (1382), que cayó al cabo de tres días bajo una falsa tregua. Al año siguiente, la mayoría de los príncipes de la Rus volvieron a rendir pleitesía al kan y recibieron de él patentes. Toqtamish también aplastó al ejército lituano en Poltava al año siguiente. Valdislao Jagellon, gran duque de Lituania y rey de Polonia, aceptó su supremacía y accedió a pagar tributo a cambio de una concesión del territorio de Rus.
Eufórico por su éxito, Toqtamish invadió Azerbaiyán en 1386 y se apoderó de Tabriz. Ordenó acuñar moneda con su nombre en Corasmia y envió enviados a Egipto en busca de una alianza. En 1387, Timur envió un ejército a Azerbaiyán y luchó indecisamente con las fuerzas de la Horda de Oro. Toqtamish invadió Transoxania y llegó hasta Bujará, pero no logró tomar la ciudad y tuvo que dar media vuelta. Timur tomó represalias invadiendo Corasmia y destruyó Urgench. Toqtamish atacó a Timur en el Syr Darya en 1389 con un ejército masivo que incluía moscovitas, búlgaros, circasianos y alanos. La batalla terminó de forma indecisa. En 1391, Timur reunió un ejército de 200.000 hombres y derrotó a Toqtamish en la Batalla del río Kondurcha. Los aliados de Timur Temür Qutlugh y Edigu tomaron la mitad oriental de la Horda de Oro. Toqtamish regresó en 1394, asolando la región de Shirvan. En 1395, Timur aniquiló de nuevo al ejército de Toqtamish en la Batalla del río Térek, destruyó su capital, saqueó los centros comerciales de Crimea y deportó a los artesanos más hábiles a su propia capital en Samarcanda. Las fuerzas de Timur llegaron tan al norte como Riazán antes de dar marcha atrás.

### Edigu (1395-1419)
Temür Qutlugh fue elegido Khan en Sarai mientras que Edigu se convirtió en cogobernante, y Koirijak fue nombrado soberano de la Horda Blanca por Timur. Toqtamish huyó al Gran Ducado de Lituania y pidió ayuda a Vytautas para recuperar la Horda de Oro a cambio de la soberanía sobre las tierras de la Rus. En 1399, Vytautas y Toqtamish atacaron a Temür Qutlugh y Edigu en la Batalla del río Vorskla, pero fueron derrotados. La victoria de la Horda de Oro aseguró Kiev, Podolia y algunas tierras en la cuenca baja del río Bug. Toqtamish murió en la oscuridad en Tyumen alrededor de 1405. Su hijo Yalal al-Din huyó a Lituania y participó en la Batalla de Grunwald contra la Orden Teutónica.
Temür Qutlugh murió en 1400 y su primo Shadi Beg fue elegido kan con la aprobación de Edigu. Tras derrotar a Vytautas, Edigu se concentró en fortalecer la Horda de Oro. Prohibió la venta de súbditos de la Horda de Oro como esclavos en el extranjero. Más tarde se reanudó el comercio de esclavos, pero sólo se permitió la venta de circasianos. Como consecuencia, la mayoría de los reclutas mamelucos del siglo XV eran de origen circasiano. Timur murió en 1405 y Edigu aprovechó para apoderarse de Corasmia un año después. De 1400 a 1408, Edigu recuperó gradualmente los afluentes de la Rus oriental, con la excepción de Moscú, que no logró tomar en un asedio pero arrasó los alrededores. Smolensk también se perdió en favor de Lituania. Shadi Beg se rebeló contra Edigu, pero fue derrotado y huyó a Astracán. Shadi Beg fue reemplazado por Pulad, que murió en 1410 y fue sucedido por Temur Khan, hijo de Temür Qutlugh. Temur Khan se volvió contra Edigu y le obligó a huir a Corasmia en 1411. El propio Temur fue derrocado al año siguiente por Jalal al-Din, que regresó de Lituania y ocupó brevemente el trono. En 1414, Shahruj de los timúridas conquistó Corasmia. Edigu huyó a Crimea, donde lanzó ataques contra Kiev e intentó forjar una alianza con Lituania para recuperar la horda. Edigu murió en 1419 en una escaramuza con uno de los hijos de Toqtamish.